# Dovima elefántokkal
| Richard Avedon: Dovima elefántokkal (1955) | Richard Avedon: Dovima elefántokkal (1955) |
| Kattints az alábbi külső linkek egyikére!  | Kattints az alábbi külső linkek egyikére!  |
| ------------------------------------------ | ------------------------------------------ |
| Nem található szabad kép.(?)               |                                            |
| külső link · jogvédett                     | Christie's aukciósház                      |

A Dovima elefántokkal (Dovima with Elephants) Richard Avedon amerikai divatfotós leghíresebb felvétele, a divatfotográfia mérföldköve, a művész mégsem volt elégedett vele.

## A fénykép
Legismertebb felvételén az ötvenes évek neves divatmodellje, Dovima látható, aki csupasz falak között szalmán állva elefántok társaságában mutatja be Christian Dior új estélyi ruháit, amiket Yves Saint-Laurent tervezett. A fotó az ellentétek kavalkádja: a szép fiatal modell és a ráncos elefántok, az estélyi ruha és a koszos környezet, a kecsesség és a robusztusság, a szabad életérzés és a rabság. Csupa össze nem illő dolog, mégis Avedon kameráján keresztül minden egységes és harmonikus egésszé áll össze.
A fotózásra szokatlan helyszínen, Párizsban a Cirque d’Hiver-ben került sor 1955 augusztusában. Avedon a Harper's Bazaar megbízásából készített felvételeket a Dior új kollekciójáról. A fotózás napján a cirkuszba belépve Avedont szinte azonnal elbűvölték a napfényben fürdő hatalmas állatok: „Megláttam az elefántokat a hatalmas tetőablak alatt és rögtön tudtam...minden adott volt egy álomképhez.” – mondta.
A modell Dorothy Virginia Margaret Juba volt, akit a divatvilágban csak Dovimaként ismertek. (Művésznevét keresztneveinek kezdőbetűiből maga alkotta.) Már korábban is több alkalommal dolgozott együtt Avedonnal. „Rendkívüli dolgokra kért, de mindig tudtam, hogy egy nagyszerű kép részese leszek.” – nyilatkozta Dovima, akinek a fotózás során nem volt könnyű dolga, hiszen négy elefánt társaságában kellett pózolnia. Ez pedig annak ellenére is veszélyes vállalkozás volt, hogy az elefántok lábai le voltak láncolva. De Dovima nem ijedt meg, nyugodtan mozgott az állatok között. Avedon két estélyi ruhát választott ki a fotózáshoz: egy feketét fehér selyemszalaggal és egy fehéret, melyhez Dovima fekete kesztyűt viselt.
A fotók első alkalommal 1955 szeptemberében a Harper’s Bazaar-ban egy 14 oldalas fotó-összeállítás részeként jelentek meg. A fehér ruhás kép eredeti negatívja a megjelenést követően – ahogy Avedon fogalmazott – „rejtélyes módon eltűnt”. Bár a fekete ruhás felvétellel, mely világszerte ismertté vált, és a 20. század egyik legnagyszerűbb divatfotójaként tartják számon, Avedon mégsem volt teljesen elégedett vele: „A szalag nem volt jó. Összhangban kellett volna lennie a Dovima melletti elefánt szélső lábával.” A szalag még évekkel később sem hagyta nyugodni a fotóst, aki a képet kudarcnak tartotta. Mindezek ellenére a fénykép nagyméretű nyomata közel húsz éven át díszítette stúdiójának falát.